# Arschkalt
Arschkalt ist ein deutscher Kinofilm aus dem Jahr 2011. Die melancholische Komödie wurde von André Erkau inszeniert, der auch das Drehbuch schrieb.

## Handlung
Der Film spielt in Norddeutschland. Rainer Bergs Vater war Gründer und Inhaber einer Fabrik für Plattenfroster, die jahrzehntelang erfolgreich wirtschaftete. Sein Sohn Rainer Berg übernahm nach Berg seniors Pensionierung die Geschäftsführung. Ungünstige wirtschaftliche Entwicklungen und Missmanagement führten zum Konkurs. Berg senior sitzt ketterauchend im Altersheim und weiß nichts von dem Niedergang. Rainer Berg leidet unter dem Scheitern und arbeitet als Lieferant bei einem Unternehmen für Tiefkühlkost. Seinem Vater, den er liebt und den er regelmäßig im Altersheim besucht, hat er nichts von der Pleite erzählt.
Rainer Berg ist ein Misanthrop, der ein mürrisches und unfreundliches Verhältnis zu Arbeitskollegen und Kunden pflegt. Freunde oder eine Partnerin hat er nicht. Als die Firma, für die er arbeitet, in Schwierigkeiten gerät, schickt die Unternehmensleitung die attraktive niederländische Managerin Lieke van der Stock an den Standort. Nachdem Berg sie in Hörweite chauvinistisch beleidigt hat, teilt sie ihm den trotteligen, aber freundlichen Tobias Moerer zu. Berg ist alles andere als begeistert, sein Arbeitsplatz ist jedoch auch von Moerers erfolgreicher Einarbeitung abhängig und Berg trainiert ihn als Verkäufer. Moerers Schwester steckt mit ihrem durch Moerer finanziell verschuldeten Friseursalon selbst in Schwierigkeiten, er versucht jedoch, die Herausforderungen des Lebens mit naivem Optimismus zu meistern.
Nach und nach entwickeln die beiden gegensätzlichen Männer überraschend eine Art Freundschaft zueinander. Bergs Vater erwartet von seinem Sohn, dass sein bevorstehender Geburtstag in seinem alten Werk gefeiert wird. Als Berg seinem Vater daraufhin die Wahrheit gestehen will, erfährt er von einer Pflegerin, dass sein Vater Lungenkrebs hat und nicht mehr lange zu leben hat. Um ihm am Ende seines Lebens die Enttäuschung zu ersparen, dass sein Lebenswerk zerstört ist, erfüllt er ihm seinen Wunsch, in der Fabrik eine „Firmenfeier“ abzuhalten. Mit der Hilfe Liekes und Tobias' gelingt es ihm, unter den Kunden genug Statisten zu rekrutieren, und die Party in der eigentlich stillgelegten Fabrik wird ein voller Erfolg.
Berg, der sich in Lieke verliebt hat, deutet ihr kurz vor ihrer Abreise seine Zuneigung an. Sie fährt für drei Monate in die Niederlande zurück, um ihre Großmutter zu beerdigen und ihre Angelegenheiten zu regeln und verspricht, zu Berg zurückzukehren. Zum Schluss gewinnt Tobias noch Geld im Radio, mit dem er den Friseurbetrieb seiner Schwester retten kann.

## Kritiken
„Während der kalte Herr Berg lange die Vorzüge der Tiefkühlung und des Schockgefrierens preist („An tiefgekühlter Haut prallt alles ab“), sich wünscht, ein Fischstäbchen zu sein, und am Arbeitsplatz die Temperatur zum Unmut seiner Kollegen noch herunterregelt („Das ist hier ein Gefrierlager und kein Gewächshaus“), wird sein emotionaler Eispanzer im Laufe dieser Geschichte, wie es sie wohl wirklich nur in einer norddeutschen Filmkomödie geben kann, langsam aufgebrochen. Das zu sehen macht Freude und sorgt sogar, was bei derartigen Filmen selten der Fall ist, zwischen allem Quatsch für Momente der Rührung.“

„Schade ist allerdings, dass die Qualitäten von 'Arschkalt' erst in der zweiten Hälfte wirklich zum Tragen kommen. Der erste Teil beschäftigt sich fast ausschließlich damit zu zeigen, was dieser Rainer Berg doch für ein unangenehmer Mensch ist. Was ziemlich schnell ziemlich öde wird, denn dauerhafte schlechte Laune steht noch nicht für eine spannende Persönlichkeit.“

## Hintergrund
- Die Handlung wird ergänzt durch Vorträge Bergs über die Tiefkühlkost, die immer wieder eingeblendet werden und die inhaltlich zur Handlung passen.
- Der Film wurde teilweise in Bremerhaven gedreht.[4] Als Wohnort von Berg ist wiederholt der Wikingturm in Schleswig zu sehen.
- Als Kulisse für die Szenen im Altenheim dient Schloss Loburg bei Ostbevern.
- In einer Szene bringt Moerer den Statisten für die Unternehmensfeier den englischen Satz „Mein Luftkissenfahrzeug ist voller Aale“ bei – eine Hommage an Monty Pythons wunderbare Welt der Schwerkraft.